# Pseudosiderolites
Pseudosiderolites es un género de foraminífero bentónico de la subfamilia Lepidorbitoidinae, de la familia Lepidorbitoididae, de la superfamilia Orbitoidoidea, del suborden Rotaliina y del orden Rotaliida. Su especie tipo es Siderolites vidali. Su rango cronoestratigráfico abarca el Campaniense (Cretácico superior).

## Clasificación
Pseudosiderolites incluye a las siguientes especies:
- Pseudosiderolites darwasensis †
- Pseudosiderolites djalilovi †
- Pseudosiderolites muschketovi †
- Pseudosiderolites vidali †